# Kustaa (namn)
Kustaa är en finsk form av namnet Gustav. Alla svenska kungar som heter Gustaf, alternativt Gustav, benämns på finska Kustaa.

## Kända personer med namnet Kustaa
- Kustaa Saksi, finländsk illustratör och formgivare
- Kustaa Salminen, finländsk konstnär
- Kustaa Vilkuna, finländsk etnograf
- Kustaa Rovio, finländsk politiker